# Euphrasia flavescens
Euphrasia flavescens là loài thực vật có hoa thuộc họ Cỏ chổi. Loài này được Phil. ex Wettst. mô tả khoa học đầu tiên năm 1896.